# Festival Internacional de Cinema en Català
El Festival Internacional de Cinema en Català (FIC-CAT) es un festival de cinema en català que se celebra anualment a Roda de Berà. Compta amb el patrocini de l'Ajuntament de Roda de Berà, la Diputació de Tarragona i el Departament de Cultura de la Generalitat de Catalunya, així com d'altres entitats públiques i privades que també hi col·laboren. És una producció de l'Associació FIC-CAT.
D'ençà de la forta davallada de pel·lícules en català als Premis Gaudí de l'Acadèmia del Cinema Català, amb prop d'una vintena de títols anuals d'ençà mitjan dècada del 2010 fins entrada la dècada de 2020, el FIC-CAT esdevé, amb una un conjunt de títols que oscil·la entre la seixantena i la norantena de produccions íntegrament en català, el major esdeveniment cinematogràfic anual en aquesta llengua del món.

## Història
La primera edició va ser el 2008, amb un concurs jove de 48 hores per incentivar la participació dels realitzadors joves i van ser dos dies de projeccions. El 2009 es va obrir el festival als centres docents amb un premi específic i la creació de la modalitat jove on line i les projeccions van durar quatre dies.
El 2010 es va consolidar la modalitat dels centres educatius i es va buscar la implicació de les administracions i empreses així com la integració en la Coordinadora de Festivals i Mostres de Cinema de Catalunya. I el 2011 es van impulsar diversos acords de col·laboració amb Escoles de Cinema, universitats, l'Acadèmia del Cinema Català i Òmnium Cultural. La cinquena edició fou la del 2012, es va iniciar la modalitat llargmetratge i es va buscar la internacionalització amb convenis de col·laboració amb el Made in Catalonia Film Festival de Melbourne i la Mostra del Casal Català de Manhattan. El 2013 es va consolidar la modalitat llargetratge i es van renovar els convenis amb l'Acadèmia del Cinema Català, Òmnium Cultural, Plataforma per la Llengua, Institut Ramon Llull. ESCAC, UB, URV, Picurt i Curt-Redó. El 2014 es va apostar per les bandes sonores amb diverses iniciatives i més convenis de col·laboració, en aquest cas amb la MICE del País Valencià, el CURT-REDÓ Film Festival de les Terres de l'Ebre, el PICURT dels Pirineus i el MOST Penedès Film Festival. Creació del Jurat específic per al concurs JOVE 48 HORES.
El 2015 l'element destacat va ser la interpretació i els dies de projeccions es van ampliar a sis. Es va estrenar la Pantalla Sitges en col·laboració amb el Festival Internacional de Cinema Fantàstic de Catalunya. Un any després, es va debatre sobre el món de la direcció per combatre la desigualtat de gènere i va estrenar 'Ebre, del bressol a la batalla'. I el 2017 es va inaugurar amb 'Pàtria' i va estrenar 'Casals, la força d'un silenci'. En l'edició de 2019, el programa de la dotzena edició comptà amb 80 produccions entre pel·lícules, curts, documentals i videoclips, 32 de Catalunya i va homenatjar el director de fotografia Josep Maria Civit i Fons. L'estrena més cridanera va ser Barcelona 1714 d'Anna M. Bofarull. Es van fer acords amb la Filmoteca de Catalunya i l'Escola de Cinema de Reus, així com la CCMA.
L'any 2021, en la seva 13a edició després d'haver estat ajornada el 2020 per la pandèmia de COVID-19, incrementà significativament la seva xifra de produccions fins a les 90.